# 粵語字
粵語字是泛稱用於書寫粵語白話文的漢字，它有很多常用的別稱：粵語用字、粵語漢字、粵語方言字、廣東字、廣州話字、香港字；台灣字型廠商通常稱之為廣東外字或香港外字。粵語字主要通用於粵語使用者之間，尤其於港澳地區甚為多見，常用於私人或群體溝通、網絡論壇、香港媒體、書刊雜誌、劇本和一些字幕。
粵語字仍未有完整及標準的方案，尤其在正字、本字問題上仍有極多爭議，大批學者和民間人士正在積極研究當中。

## 部分常用粵語字及其打字法編碼範例
| 粵語字   | 粤拼        | 五筆     | 倉頡      | 意思 | 粵文例句 / 普通话译文                         |
| -------- | ----------- | -------- | --------- | --- | --------------------------------------------- |
| 嗌（喝） | aai3        | kuwl     | rtct      | 叫喊 | 大嗌 / 大叫                                   |
| 呃       | aak1        | kdbn     | rmsu      | 欺騙 | 呃神騙鬼 / 四处骗人                           |
| 詏       | aau3        | rxln     | yrvis     | 矛盾 | 詏交 / 吵架                                   |
| 畀       | bei2        | lgjj     | wml       | 給予 | 畀我啦 / 给我吧                               |
| 俾       | bei2        | wrt      | ohhj      | 使（達到某種效果）                                                                                            | 俾人誤會 / 使人誤會                           |
| 抦       | bing2       | rgmw     | qmob      | 毆打 | 我哋去抦嗰條友 / 我们去揍那个家伙             |
| 噃       | bo3         | ktol     | rhdw      | 語氣助詞，帶有提醒或勸告的意味                                                                                | 記住陣間準時到噃 / 记得等会准时到呀           |
| 𨳍       | cat6        | uav      | anp       | 粗口，语气助词，指在應勃起的情況下卻勃不起的男性外生殖器，假借在粗口上用於錯失機會、應去卻不去、不靈活的人/事 | 𨳍头！ / 笨蛋！                               |
| 唓       | ce1         | klh      | rjwj      | 語氣助詞，表示鄙夷                                                                                            | 唓！ / 切！                                   |
| 嘈       | cou4        | kgmj     | rtwa      | 吵鬧、吵架 | 嘈乜嘢 / 吵什么                               |
| 啖       | daam6       | kooy     | rff       | 口（量詞） | 咬啖 / 咬一口                                 |
| 哋       | dei6        | kfbn     | rgpd      | 複數人稱後綴                                                                                                  | 我哋 / 我们                                   |
| 掟       | deng3       | rpgh     | qjmo      | 擲 | 掟出去 / 扔出去                               |
| 埞       | deng6       | fpgh     | gjmo      | 地方 | 有冇埞去？ / 有没有地方去？                   |
| 啲       | di1         | krqy     | rhai      | 少許 | 畀啲錢佢 / 给他一点钱                         |
| 點       | dim2        | lfok     | wfyr      | 如何 | 點樣？ / 怎么样？                             |
| 掂       | dim6        | ryhk     | qiyr      | 完結或狀态佳之意                                                                                              | 搞掂 / 办妥                                   |
| 𨳒（屌） | diu2        | nkmh     | srlb      | 粗口，动词，性交動作                                                                                          |                                               |
| 㞘       | duk1        | neyi     | smso      | 臀部，引申義為底部、盡頭、最後                                                                                | 打爛沙煲問到㞘 / 打破沙鍋問到底               |
| 番       | faan1       | tolf     | hdw       | 外國的 | 番鬼佬 / 洋鬼子                               |
| 翻       | faan1       | toln     | hwsmm     | 重新 | 翻兜 / 重新再来                               |
| 返       | faan1       | rcpi     | yhe       | 返回 | 返屋企 / 回家                                 |
| 瞓       | fan3        | hykh     | buyrl     | 睡眠 | 瞓覺 / 睡觉                                   |
| 㗎       | gaa3        | klks     | rkrd      | 語氣助詞 | 唔係噉㗎 / 不是这样的                         |
| 曱甴     | gaat6 zaat2 | mfk mhfd | wmll lwlm | 蟑螂 | 有隻曱甴 / 有一只蟑螂                         |
| 噉       | gam2        | kafg     | rmjk      | 如此 | 噉啊？ / 这样啊？                             |
| 咁       | gam3        | kafg     | rtm       | 如此（程度）                                                                                                  | 咁犀利嘅？ / 这么厉害的呀！                   |
| 撳       | gam6        | rqqw     | qcno      | 按壓 | 撳電掣 / 按电钮                               |
| 緊       | gan2        | ahni     | sevif     | 正在 | 睇緊電視 / 正在看电视                         |
| 梗       | gang2       | sgjq     | dmlk      | 當然 | 梗係 / 当然是                                 |
| 𥄫       | gap6        | heyy     | bunhe     | 保持注視 | 𥄫實佢哋 / 盯緊他們                           |
| 𨳊（㞗） | gau1        | nfiy     | sije      | 粗口，动词，指勃起的男性外生殖器，與𨳍相反，多指在不應勃起時勃起，假借在粗口形容衝動、頑固的人/事             |                                               |
| 嚿       | gau6        | kawv     | rtox      | 塊（量詞） | 一嚿石 / 一块石头                             |
| 嘅       | ge3         | kvcq     | raiu      | 從屬關係 | 你嘅諗法呢？ / 你的想法呢？                   |
| 嗰       | go2         | kwld     | rowr      | 那 | 嗰啲 / 那些                                   |
| 哈       | ha1         | kwgk     | rocw      | 欺负 | 哈人！ / 欺負人！                             |
| 閪（㞓） | hai1        | usd      | anmcw     | 粗口，㞓通“臀”。女性外生殖器                                                                                  |                                               |
| 喺       | hai2        | kwti     | rohf      | 位於 | 喺邊度呢？ / 在什么地方呢？                   |
| 係       | hai6        | wtxi     | ohvf      | 表肯定、答應及事物關係                                                                                        | 係乜嘢嚟㗎？ / 是什么来的？                   |
| 冚       | ham6        | pmj      | bu        | 全部 | 冚𠾴唥（ham6 baang6 laang6） / 全部           |
| 廿       | jaa6        | aghg     | t         | 二十 | 廿幾歲 / 二十几岁                             |
| 嘢       | je5         | kjfb     | rwgn      | 事物 | 你冇嘢啊嘛 / 你没事吧                         |
| 𢫏/冚    | kam2        | pmj      | qbu       | 覆蓋 | 𢫏住 / 盖着                                   |
| 企       | kei5        | whf      | oylm      | 立 | 企喺度 / 站在这里                             |
| 佢（渠） | keoi5       | wan      | oss       | 第三人稱單數                                                                                                  | 佢係邊個？ / 他是谁？                         |
| 嘞       | laak3       | kafl     | rtjs      | 語氣助詞，表示確定完成                                                                                        | 做晒啲功課嘞 / 做完家庭作业了                 |
| 嚟（來） | lai4        | ktqi     | rhhe      | 來 | 入嚟 / 进来                                   |
| 冧       | lam1        | pssu     | bdd       | 陶醉於 | 佢冧我 / 她喜欢我                             |
| 𨶙（𡳞） | lan2        | ucex     | anibp     | 粗口，指把玩（男性自慰的動作），亦可指男性外生殖器                                                            |                                               |
| 脷       | lei6        | etjh     | bhdn      | 舌頭 | 伸你條脷出嚟 / 把你的舌頭伸出來               |
| 叻       | lek1        | kln      | rks       | 聰明 | 佢讀書好叻㗎 / 他读书很棒的                   |
| 𡃁       | leng1       | kgeq     | rqbu      | 不純熟、沒有經驗的年輕人                                                                                      | 𡃁仔 / 小男生                                 |
| 靚       | leng3       | gemq     | qbbuu     | 美麗、好看的                                                                                                  | 靚仔 / 帥哥                                   |
| 𨋢       | lip1        | lug      | jjyt      | 升降電梯 | 搭𨋢 / 搭乘電梯                               |
| 撩       | liu4        | rdui     | qkcf      | 撩撥、挑逗、戲弄                                                                                              | 撩是鬥非 / 惹是生非                           |
| 囉       | lo1         | klqy     | rwlg      | 語氣助詞，表示應當得此結果                                                                                    | 咪就係噉囉 / 不就是这样嘛                     |
| 攞       | lo2         | rlxy     | qwlg      | 拿取 | 攞嘢 / 拿东西                                 |
| 咯       | lo3         | rher     | lo        | 語氣助詞表示特定條件下理應如此                                                                                | 噉就真係該煨咯 / 那真是造孽呀                 |
| 咯       | lok3        | rher     | lo        | 語氣助詞表示反詰、申辯                                                                                        | 佢夠係咯！ / 他不也是嘛                       |
| 唔       | m4          | kgkg     | rmmr      | 否定 | 唔係 / 不是                                   |
| 咪       | mai5        | koy      | rfd       | 勿 | 咪走 / 别走                                   |
| 乜       | mat1        | nnv      | pn/ps     | 何 | 你有乜？ / 你有什么？                         |
| 咩       | me1         | kudh     | rtq       | 語氣助詞，表疑問                                                                                              | 佢瞓咗喇咩？ / 他睡了吗？                     |
| 冇（無） | mou5        | dmb      | kb        | 無 | 有冇錢？ / 有没有钱？                         |
| 乸       | naa2        | bxgu     | pdwyi     | 雌性 | 雞乸 / 母鸡                                   |
| 諗       | nam2        | ywyn     | yroip     | 思考 | 我諗噉做唔係咁好啩？ / 我想这样做不是太好吧？ |
| 嬲       | nau1        | llvl     | wsvws     | 生氣 | 咪激嬲佢啦 / 不要惹他生气啦                   |
| 啱       | ngaam1      | kmdg     | rumr      | 合适、恰巧 | 啱心水 / 合心意                               |
| 噏       | ngap1       | kwgn     | rory      | 唸唸有詞地講                                                                                                  | 噏三噏四 / 说三道四                           |
| 悒       | ngap1       | nkcn     | prau      | 內心憂鬱 | 心悒 / 郁郁寡欢                               |
| 呢       | ni1         | knx      | rsp       | 此 | 呢啲事 / 这些事                               |
| 屙       | o1          | nbsk     | snlr      | 排泄 | 屙尿 / 撒尿                                   |
| 撇       | pit3        | iumt     | qfbk      | 迅速離開 | 快啲撇啦 / 快点走啦                           |
| 仆街     | puk1 gaai1  | why tffs | oy hoggn  | 表示不妙或咒罵（不雅）                                                                                        | 呢次仆街嘞！ / 这下糟糕了！                   |
| 卅       | saa1        | gkk      | tj        | 三十 | 卅幾件嘢 / 三十幾件東西                       |
| 嘥       | saai1       | kthh     | rhoo      | 浪費 | 嘥晒喇 / 全浪费掉了                           |
|          | saai3       | jsg      | amcw      | 語氣助詞，表全部                                                                                              | 用喇 / 用光了                                 |
| 閂       | saan1       | ugd      | anm       | 關閉 | 閂咗道門 / 把门关上                           |
| 卌       | se3         | glk      | tt        | 四十 | 卌幾個人 / 四十几个人                         |
| 餸       | sung3       | wpup     | oiytk     | 下飯的菜餚 | 啲餸好好味 / 這些飯菜味道真好                 |
| 睇       | tai2        | huxt     | bucnh     | 觀看、閱讀 | 睇電視 / 看电视                               |
| 𧨾       | tam3        | ypws     | yrbcd     | 討好 | 𧨾你開心 / 哄你开心                           |
| 揾       | wan2        | rjlg     | qwot      | 尋找 | 揾食 / 谋生                                   |
| 喎       | wo3         | kkmw     | rbbr      | 語氣助詞 | 唔係噉喎 / 不是这样哦                         |
| 𠴝       | wou1        | kigg     | remg      | 狗叫聲 | 隻狗仔一直喺度𠴝𠴝叫 / 小狗一直在那汪汪叫     |
| 揸       | zaa1        | rsjg     | qdbm      | 手持 | 揸住個門柄 / 握住门的把手                     |
| 咋       | zaa3        | kthf     | ros       | 語氣助詞，表示有限                                                                                            | 係得咁多咋 / 就剩下这么多了                   |
| 嗻       | ze1         | kyao     | ritf      | 語氣助詞，表示不至於                                                                                          | 我先至十八歲嗻 / 我才十八歲而已               |
| 樽       | zeon1       | susf     | dtwi      | 瓶子，液體容器                                                                                                | 玻璃樽 / 玻璃瓶                               |
| 咗       | zo2         | kdag     | rkm       | 動作完成結束                                                                                                  | 食咗飯未？ / 吃饭了没有？                     |
| 仲       | zung6       | tgjf     | hjwg      | 尚、仍然 | 仲未搞掂 / 还没有辦妥                         |
| 啜       | zyut3       | kccc     | reee      | 吻、吸吮 | 用飲管啜 / 用吸管吸                           |

## 粵語字詞

### 古字
粵語中的古字往往是指本字、正字，在古代漢語中使用並留存至今，在現代的粵語白話文中常用，但在現代標準漢語中已經廢棄或極少用到的漢字。某些現代的粵語詞在可能有古字，但是現代讀音發生了分化，為了避免同音字的問題，民間多會使用新造字。

### 新造字
新造字是粵語區自造的字，在古代漢語和現代標準漢語中都不存在，通常用來表示粵語特有的一些口語表達或者常用字的白讀音。常見造字方式是以某個常用的粵語同音字或近音字作為聲符號，如「黎」和「來」或「蒞」的口語讀音一樣，便借用並造「嚟」代替「來」。
很多新造字所表示的詞都有本字，例如常見的新造字「啲」、「哋」、「冇」、「佢」，本字被認為是「的」、「等」、「無」、「渠」。使用新造字常會使不了解的讀者難以閱讀，但這類字有時也有區分文白异读的作用，例如「來」用作文讀loi4，而「嚟」用作白讀lai4。
此外，粵語中也有針對外來語的造字。如表示升降機的詞lip1音譯自英語「lift」。根據形聲和會意的造字原則，組合「車」「立」，創製了粵字「𨋢」，讀作lip1，用於書寫此外來語，甚至是構詞，例如「𨋢槽」指升降機上下的直立空間。

### 假借字
假借字是被「借用」來表示粵語中同音的詞的既有漢字。例如一些人將「逳」（动）寫作同音「郁」，「郁」此處只是借音，而無視其固有含義。一些外來借詞用漢字表示的情況，也屬於假借字，例如「車飛」（車票）的「飛」（票、費用，借自英文fare）。
使用假借字可能是因為使用者不知道本字如何寫或者個人習慣，也可能是本字不詳或沒有本字。一些人會認為，在有本字的情況下，這類借音不借義的字是錯誤的用法。

### 訓讀字
假借字是指借音不借義，而訓讀字恰好相反，借義不借音，或稱「同義換讀」。例如「孖」在《廣韻》中記載為「子之切，雙生子也。」粵語中有該字，組詞有如「孖仔」等，但讀音卻是maa1，不過現時中國大陸以《现代汉语词典》为首的辞书已经收录方言义，标音为「mā」。

### 地名字
粵語區所獨有的地名用字，如圳、涌、塱、滘、漖。此等字大部分都只作為地名使用，有時因無法用電腦表示，而出現改字更名的情況，例如將「塱」寫成「朗」（例如西朗站，已於2018年正名為西塱站）、「漖」寫成「教」。

## 社會使用

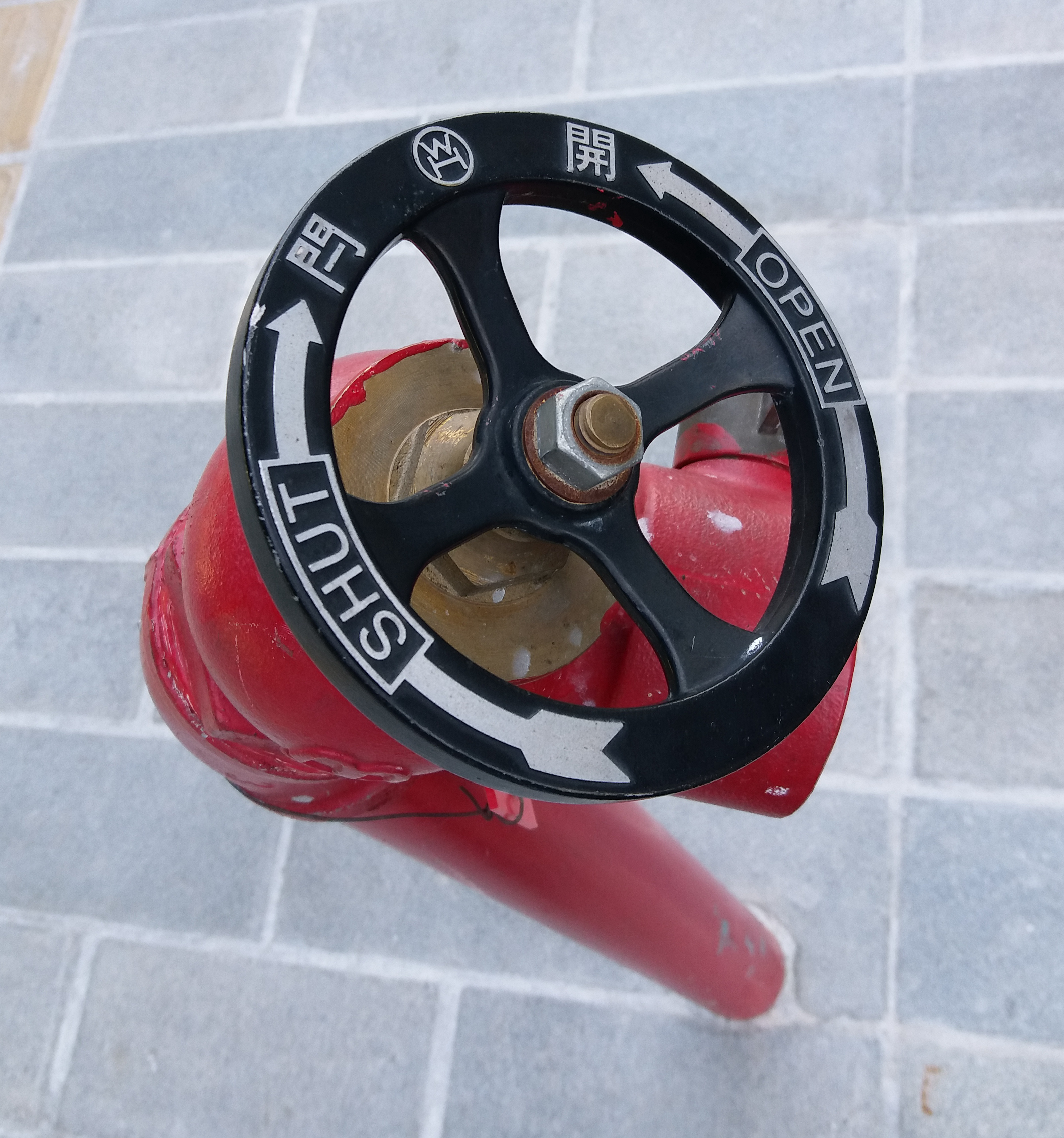
澳門一消防栓開關寫上閂字

廣東出版的《廣州音字典》收錄部分廣州民間使用的粵語字。在香港的書籍報刊上乃至香港電影字幕，粵語字使用十分廣泛，特別香港在1990年代初期，很多的電視廣告和電影都會較常出現粵語字。廣東的《南方都市報》有專門使用簡體粵語字進行編輯出版的版面，廣州市部分報刊也有少量使用摻雜粵語白話文寫的文章。
香港增補字符集系統和完整地收集中文粵字。

## 用字爭議
在民間，由於沒有相關規範，同一個粵語語常有多個不同寫法，如「而家」「依家」「宜家」「伊家」其實是同一個詞。此外，粵語作為古漢語（屬於汉藏语系）和古百越語（一般認為屬於壮侗语族）交融的產物，保留了大量的百越底層詞。這些詞因為不屬於漢語成分，可能並沒有「本字」。粵語書寫究竟應該用本字，還是用新造字、假借字，以及粵語本字如何考證，乃至於一些詞是否有本字，在學術界和民間頗具爭議。有學者提出，在粵語字廣泛使用的背景下，有必要制定其用字規範。
也有學者批判了一些人對粵語本字的考證方法。例如，古典文獻、漢語方言學者周仕敏舉出普通話的「還」（hái）在廣州話中對應的[tɕʊŋ]31（民間通常寫作「仲」）一詞為例。饒秉才等人主編的《廣州話方言詞典（修訂版）》認為該詞應當寫作「重」；王亭之也撰文主張「重」不是「仲」，並且引用下列三個理由：
1. 《尔雅·釋天》：「太歲在辛曰重光。」作者闡析曰：「重光」粵語不讀「從光」，因其意義並非暗而復光，而是「更加光」，故當讀作「頌光」。又引《釋文》曰「重」字音「直龍切」，「即zung6」。
2. 乐府诗集：「行行重行行，與君相別離。」作者闡析曰：「『行行』，係一路行，愈行愈遠，『重行行』，即更加行。」
3. 《離騷》：「紛吾既有此內美兮，又重之以修能。」作者闡析曰：「意思即係屈原既有此內在之美質，還更有絕遠之能耐。」再引王逸註：「內含天地之美氣，又重有絕遠之能。」解讀為：「王逸呢（這）一句『重有絕遠之能』，同我哋（我們）今日所講嘅（的）『重有最靚嘅豬腩肉』，喺（在）句式結構上並無二致。」又引洪興祖訓：「重，儲用切，再也，非輕重之重。」

儘管這種說法流傳甚廣，但是，周仕敏認為三條例證皆為穿鑿附會，無一成立，三者在現代廣州話中都應當讀作「從」。他指出，古壮侗语族是漢語的重要底層成分，與今日之漢語諸方言甚至上古漢語雅言均有發生學關係。他根據音韻角度，認為[tɕʊŋ]31可能是古壯侗語底層詞，古音可能類似*[tɕiaŋ]，其大部分詞義被漢字「尚」（上古拟音：[ʑiaŋ]（王力）、[djaŋ]（郑张尚芳）等）吸收，並逐漸演變成廣州話中對應「還」意思的[tɕʊŋ]31，而中山石岐话中相應的[tɕɛŋ]31可以視為其演變的中間環節。「尚」吸收了底層詞*[tɕiaŋ]後，作為書面語的「雅言」與作為口語的原有底層詞分别演化，以至於似乎已經毫不相干。對於粵語本字考證的一些問題，他批評道：
|  | ⋯⋯因为先入为主地认为方言存古，而一味费煞苦心地由文言古籍中挖掘材料证明方言中具体各音节为古文中之某字，这样的方法已经非常落后。 |

### 书目
- 《廣州話正音字典》
- 《廣州方言字典》
- 《妙趣廣州話》
- 《王亭之閒談》
- 《正字正確》，彭志銘著。
- 《廣東俗語考》